# Gurtnellen
Gurtnellen est une commune suisse du canton d'Uri. Elle est principalement connue pour son lac d'Arni, destination touristique prisée des Alpes uranaises.

## Géographie

Vue aérienne de 1600 m par Walter Mittelholzer (1931).

Gurtnellen couvre une superficie de 83,35 km2.

## Histoire
Le 31 mai 2006, un éboulement s'est produit sur l'autoroute A2 à hauteur de Gurtnellen, formé de six blocs de pierre de dix mètres cubes et coûtant la vie à deux touristes allemands. À la suite de cela, le sommet instable de la falaise qui menaçait l'autoroute du Gothard à Gurtnellen est dynamité le 23 juin.
Le 5 juin 2012, un glissement de terrain se produit sur la voie de chemin de fer de la ligne du Gothard alors que des ouvriers travaillent ; cet accident coûtera la vie à un ouvrier uranais et causera la fermeture de la ligne entre Flüelen et Göschenen pour un mois.

## Démographie
Gurtnellen compte 633 habitants en 2008. Sa densité de population atteint 7 hab./km2.
Le graphique suivant résume l'évolution de la population de Gurtnellen entre 1850 et 2008 :